# Liste der Vögte von Paris
Die Ursprünge der Kommunalverwaltung von Paris liegen weitgehend im Dunkeln. Ursprünglich gehörte die Stadt der seit dem späten 8. Jahrhundert bestehenden Grafschaft und später der aus ihr hervorgegangenen Vizegrafschaft Paris an, deren Inhaber Vasallen der Könige aus den Dynastien der Karolinger und Kapetinger waren. Ab der zweiten Hälfte des 11. Jahrhunderts ist in der Vizegrafschaft Paris ein nichterblicher, dem König gegenüber verantwortlicher, Vogt (franz.: Prévôt ) mit der Verwaltung der Stadt und der umliegenden Burgvogteien betraut. Ab dem 12. Jahrhundert etablierte sich neben ihm in der Stadt auch ein von den Bürgern gewählter Vogt. Dieser wurde aus der wirtschaftlich herausragenden Gilde der Seineflusshändler gewählt, der deswegen „Vogt der Händler“ (franz.: Prévôt des marchands) genannt wurde.
Die Zuständigkeiten beider Vögte scheinen nicht klar definiert gewesen zu sein, vor allem was ihre Kompetenzen im wirtschaftlichen Leben der Stadt anbelangte. König Ludwig IX. der Heilige schaffte dem im Jahr 1261 Abhilfe, indem er vor allem den königlichen Vogt in die Funktionen eines Bailli einsetzte. Dies waren hauptsächlich polizeiliche und zivilrichterliche Kompetenzen. Der königliche Vogt von Paris entsprach in etwa dem Amt eines heutigen Präfekten.
Der Vogt der Händler übte eine, der Krone gegenüber, weitgehend autonome Ordnungsmacht und Rechtsgewalt innerhalb der Pariser Gilden aus und sprach für die Bürgerschaft zum König. Er war allerdings dem königlichen Vogt insofern untergeben, als dieser seine Beschlüsse revidieren konnte. Da der Vogt der Händler das höchste von der Bürgerschaft zu vergebene Amt war, nahm er die Rolle eines Quasibürgermeisters für Paris ein.

## Liste der Vögte der Händler (Prévôts des marchands) und der königlichen Vögte (Prévôts) von Paris

Das heutige Stadtwappen von Paris. Der Schild mit einem weißen Seine-Schiff auf rotem Grund ist mittelalterlichen Ursprungs und wurde von dem Vogt der Händler als Siegel geführt. Der Balken mit den königlichen Lilien wurde in der Regierungszeit König Karls V. hinzugefügt.

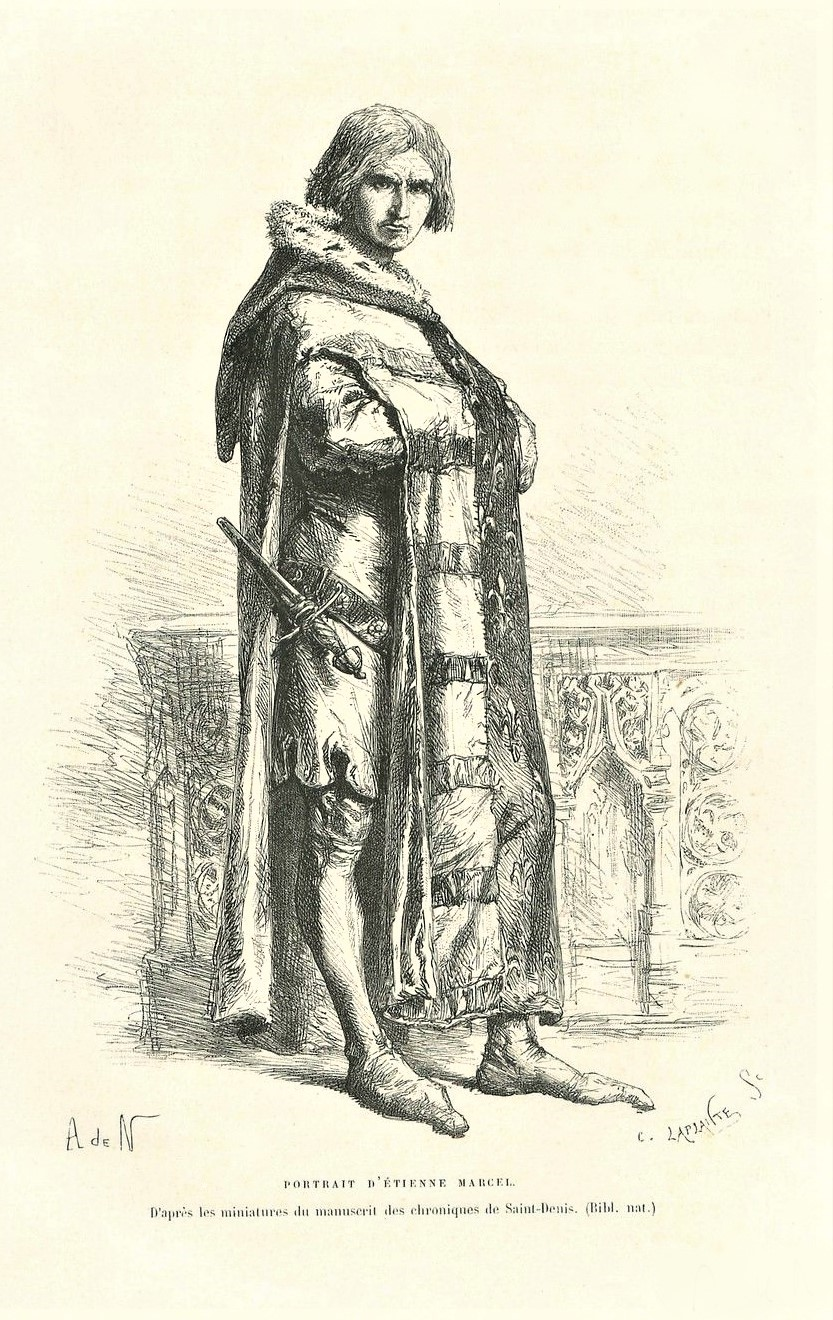
Étienne Marcel, der wohl bekannteste der Händlervögte des mittelalterlichen Paris

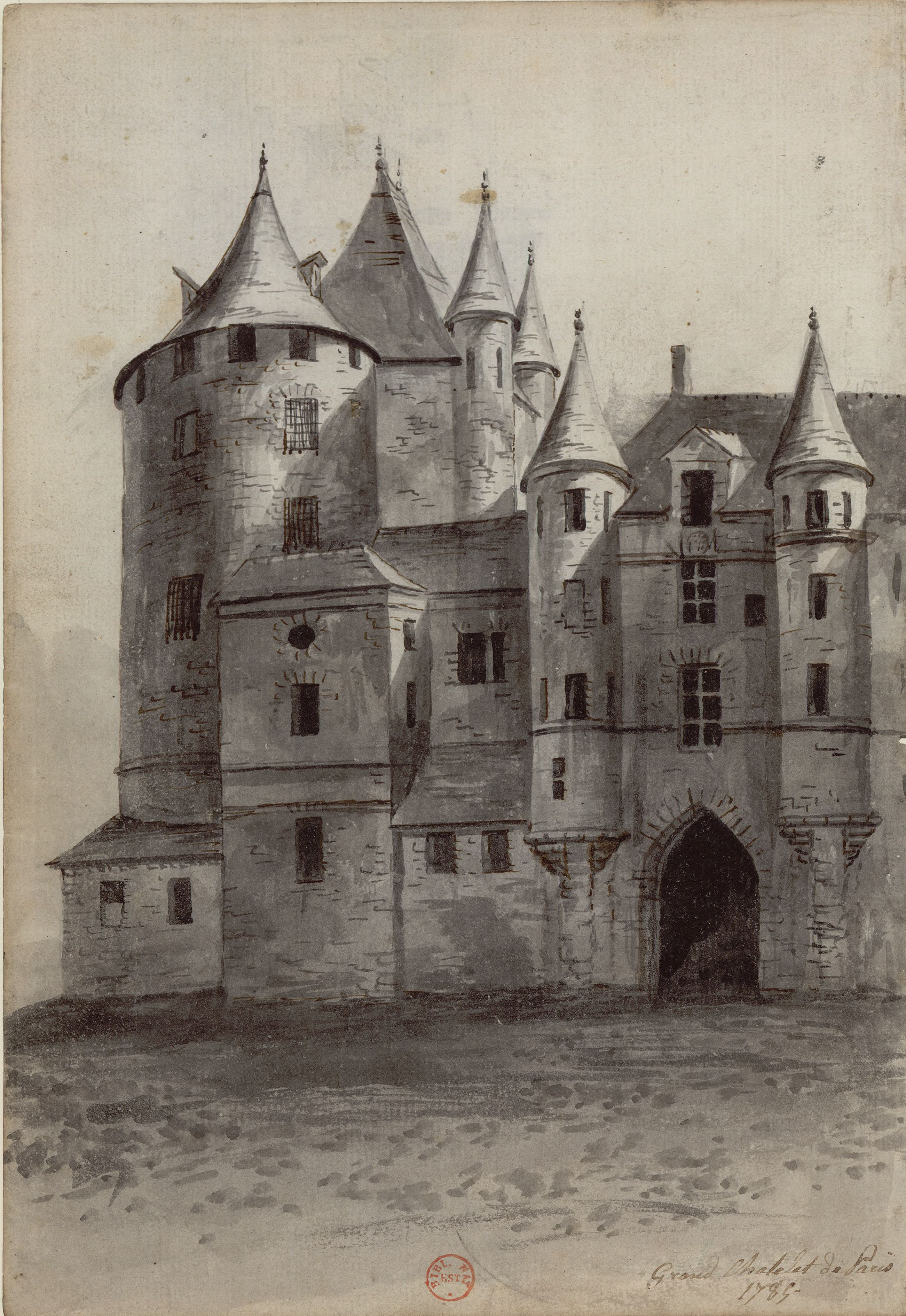
Das Grand Châtelet war der Amtssitz des königlichen Vogts von Paris. Es wurde 1802 auf Weisung Napoléon Bonapartes abgerissen.

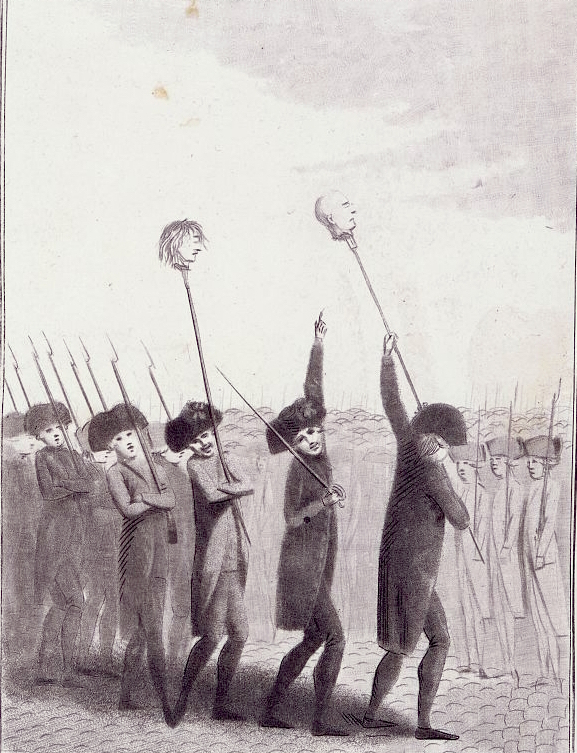
Am 14. Juli 1789 wurden die Köpfe des letzten Händlervogts, de Flesselles, und des Kommandanten der Bastille, de Launay, von der revolutionären Pariser Bevölkerung durch die Stadt getragen.

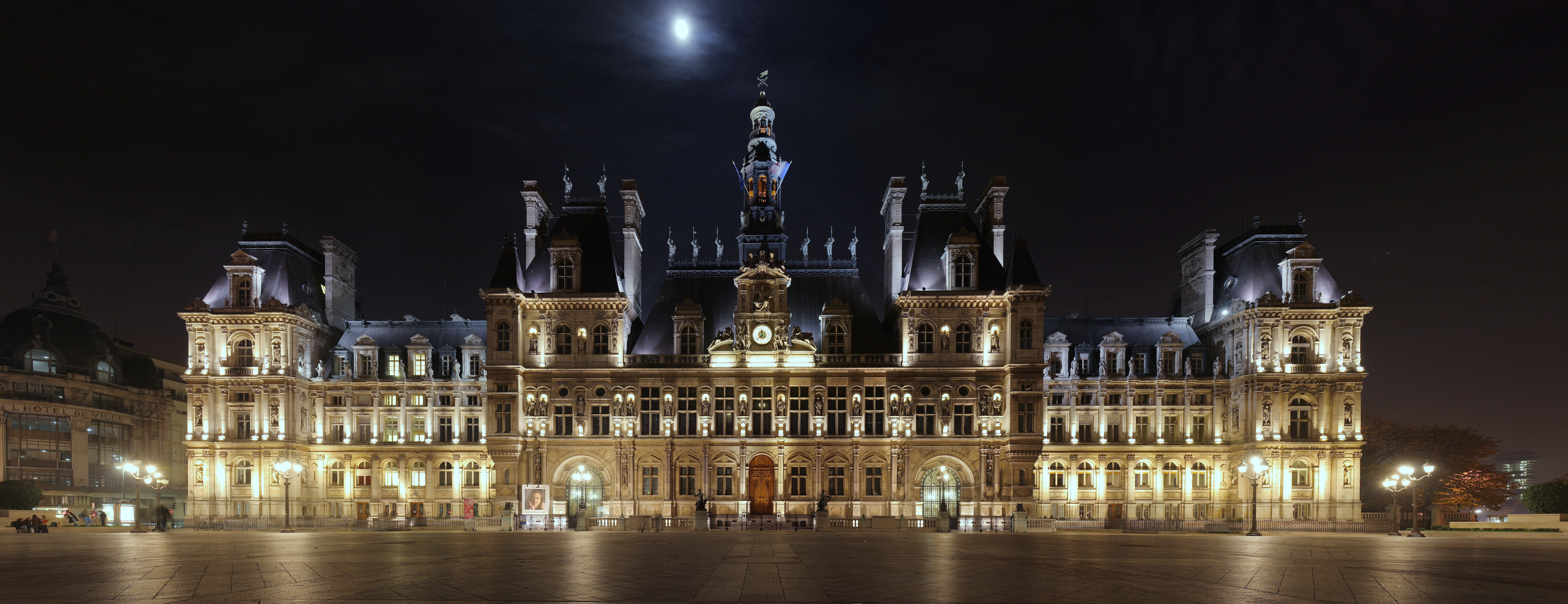
Der ursprüngliche Amtssitz der Vögte der Händler befand sich im Parloir aux Bourgeois bevor er 1357 in das Maison aux Piliers („Haus auf Säulen“) verlegt wurde. Dieses Gebäude wurde im 16. Jahrhundert abgerissen und durch das auf seinem Standort heute zu sehende Hôtel de Ville (Rathaus) ersetzt. Seit 1789 unterhalten hier die Bürgermeister von Paris ihre Büros.

| Prévôts des marchands (aus der Gilde der Seinehändler gewählte Vögte) | Prévôts des marchands (aus der Gilde der Seinehändler gewählte Vögte) | Prévôts de Paris (vom König eingesetzte Vögte)       | Prévôts de Paris (vom König eingesetzte Vögte)       |
| Name                                                                  | Amtszeit                                                              | Name                                                 | Amtszeit                                             |
| --------------------------------------------------------------------- | --------------------------------------------------------------------- | ---------------------------------------------------- | ---------------------------------------------------- |
| Evrard de Valenciennes                                                | 1263–1268                                                             | Étienne Boileau                                      | 1261–1270                                            |
| Jean Augier                                                           | 1268–1270                                                             | Regnaut Barbou                                       | 1270–1277                                            |
| Raoul de Pacy                                                         | 1270–1276                                                             | Maré de Morées                                       | 1277–12..                                            |
| Guillaume Pizdoue                                                     | 1276–1280                                                             | Henri d’Hyerres                                      | 1277–12..                                            |
| Guillaume Bourdon                                                     | 1280–1289                                                             | Eudes le Roux                                        | 1277–12..                                            |
| Jean Arrode                                                           | 1289–1293                                                             | Guy du Mes                                           | 1277–1281                                            |
| Jean Popin                                                            | 1293–1296                                                             | Gilles de Compiègne                                  | 1281–1285                                            |
| Guillaume Bourdon                                                     | 1296–1298                                                             | Oudard le la Neuville                                | 1285–1287                                            |
| Étienne Barbette                                                      | 1298–1304                                                             | Renaud le Cras                                       | 1287–1288                                            |
| Guillaume Pizdoue                                                     | 1304–1314                                                             | Pierre Saimel                                        | 1288–1289                                            |
| Étienne Barbette                                                      | 1314–1321                                                             | Jean de Montigny                                     | 1289–1291                                            |
| Jean Gencien                                                          | 1321–1328                                                             | Jean de Marle                                        | 1291                                                 |
| Jean La Pie                                                           | 1328–1330                                                             | Guillaume d’Hangest                                  | 1291–1296                                            |
| Adam Loncel                                                           | 1330–1331                                                             | Jean de Saint-Léonard                                | 1296–1297                                            |
| Jean Gencien                                                          | 1331–1332                                                             | Robert Mauger                                        | 1297–1298                                            |
| Adam Boucel                                                           | 1332–1334                                                             | Guillaume Thiboust                                   | 1298–1300                                            |
| Guillaume Pizdoue                                                     | 1334–1336                                                             | Pierre Jumeau                                        | 1300–1304                                            |
| Guillaume Ami                                                         | 1336–1338                                                             | Pierre de Dicy                                       | 1304–1308                                            |
| Jean La Pie                                                           | 1338–1343                                                             | Firmin Coquerel                                      | 1308–1310                                            |
| Jean Pizdoue                                                          | 1343–1352                                                             | Jean Ploibant                                        | 1310–1316                                            |
| Jean de Pacy                                                          | 1352–1354                                                             | Henri Tapperel                                       | 1316–1320                                            |
| Étienne Marcel                                                        | 1354–1358                                                             | …                                                    | …                                                    |
| Tristan Gencien                                                       | 1358                                                                  | Jean Bernier                                         | 1362–1366                                            |
| Jean Culdoë                                                           | 1358–1359                                                             | Hugues Aubriot                                       | 1367–1381                                            |
| Jean Desmarets                                                        | 1359–1364                                                             | Audouin Chauveron                                    | 1381–1389                                            |
| Jean Culdoë le Jeune                                                  | 1364–1371                                                             | …                                                    | …                                                    |
| Jean Fleury                                                           | 1371–1381                                                             | Guillaume de Tignonville                             | 1401–1408                                            |
| Guillaume Bourdon                                                     | 1381–1383                                                             | Pierre des Essarts                                   | 1408–1410                                            |
| Suspendierung des Amtes nach dem Aufstand der Maillotins.             | Suspendierung des Amtes nach dem Aufstand der Maillotins.             | Bruneau de Saint-Clair                               | 1410–1411                                            |
| Jean Juvenel des Ursins                                               | 1388–1412                                                             | Pierre des Essarts                                   | 1411–1413                                            |
| Pierre Gencien                                                        | 1412–1413                                                             | Robert de La Heuze                                   | 1413                                                 |
| André d’Espernon                                                      | 1413                                                                  | Tanneguy du Chastel                                  | 1413–1418                                            |
| Pierre Gencien                                                        | 1413–1415                                                             | Guy de Bar                                           | 1418–1419                                            |
| Philippe de Breban                                                    | 1415–1417                                                             | Gilles de Clamecy                                    | 1419–1421                                            |
| Étienne de Bonpuits                                                   | 1417                                                                  | Jean de La Baume                                     | 1421–1422                                            |
| Guillaume Cirasse                                                     | 1417–1418                                                             | Simon Morhier                                        | 1422–1432                                            |
| Noël Marchand                                                         | 1418–1420                                                             | Gilles de Clamecy                                    | 1432–1436                                            |
| Hugues Le Coq                                                         | 1420–1429                                                             | Ambroise de Loré                                     | 1436–1446                                            |
| Guillaume Sanguin                                                     | 1429–1431                                                             | Jean d’Estouteville                                  | 1446                                                 |
| Hugues Rapiout                                                        | 1431–1434                                                             | Robert d’Estouteville                                | 1446–1465                                            |
| Hugues Le Coq                                                         | 1434–1435                                                             | Jacques de Villiers                                  | 1461–1465                                            |
| Michel de Lallier                                                     | 1436–1438                                                             | Robert d’Estouteville                                | 1465–1479                                            |
| Michel des Landes                                                     | 1438–1444                                                             | Jacques d’Estouteville                               | 1479–1509                                            |
| Jean Baillet                                                          | 1444–1450                                                             | Jacques II. de Coligny                               | 1509–1512                                            |
| Jean Bureau                                                           | 1450–1452                                                             | Gabriel d’Allègre                                    | 1512–1522                                            |
| Dreux Budé                                                            | 1452–1456                                                             | Jean de la Barre                                     | 1522–1533                                            |
| Mathieu de Nanterre                                                   | 1456–1460                                                             | Jean d’Estouteville                                  | 1533–1540                                            |
| Henri de Livres                                                       | 1460–1466                                                             | Antoine I. Duprat                                    | 1540–1553                                            |
| Michel de La Grange                                                   | 1466–1468                                                             | Antoine II. Duprat                                   | 1553–1592                                            |
| Nicolas de Louviers                                                   | 1468–1470                                                             | Charles de Neuville                                  | 1592–1593                                            |
| Denis Hesselin                                                        | 1470–1474                                                             | Jacques d’Aumont                                     | 1593–1611                                            |
| Guillaume Le Comte                                                    | 1474–1476                                                             | Louis Seguier de Saint-Brisson                       | 1611–1653                                            |
| Henri de Livres                                                       | 1476–1484                                                             | Pierre Seguier de Saint-Brisson                      | 1653–1670                                            |
| Guillaume de La Haye                                                  | 1484–1485                                                             | Armand de Camboust                                   | 1670–1685                                            |
| Jean du Drac                                                          | 1486–1489                                                             | Charles Denis de Bullion                             | 1685–1721                                            |
| Pierre Poignant                                                       | 1490–1491                                                             | Gabriel Jérôme de Bullion                            | 1721–1752                                            |
| Jacques Piédefer                                                      | 1492–1493                                                             | Louis Alexandre Catherine Duport                     | 1752–1774                                            |
| Nicolas Viole                                                         | 1494–1495                                                             | Alexandre de Ségur                                   | 1755–1766                                            |
| Jean de Montmirel                                                     | 1496–1497                                                             | Anne Gabriel de Boulainvilliers                      | 1766–1792                                            |
| Jacques Piédefer                                                      | 1498–1499                                                             | Suspendierung des Amtes nach dem Ende der Monarchie. | Suspendierung des Amtes nach dem Ende der Monarchie. |
| Nicolas Potier                                                        | 1499–1501                                                             |                                                      |                                                      |
| Germain de Marle                                                      | 1501–1503                                                             |                                                      |                                                      |
| Eustache Luillier                                                     | 1504–1505                                                             |                                                      |                                                      |
| Dreux Raguier                                                         | 1506–1507                                                             |                                                      |                                                      |
| Pierre Le Gendre                                                      | 1508–1509                                                             |                                                      |                                                      |
| Robert Turquain                                                       | 1510–1511                                                             |                                                      |                                                      |
| Roger Barme                                                           | 1512–1513                                                             |                                                      |                                                      |
| Jean Brulart                                                          | 1514–1515                                                             |                                                      |                                                      |
| Pierre Cleutin                                                        | 1516–1517                                                             |                                                      |                                                      |
| Pierre Lescot                                                         | 1518–1519                                                             |                                                      |                                                      |
| Antoine Le Viste                                                      | 1520–1521                                                             |                                                      |                                                      |
| Guillaume Budé                                                        | 1522–1523                                                             |                                                      |                                                      |
| Jean Morin (Paris)                                                    | 1524–1525                                                             |                                                      |                                                      |
| Germain de Marle                                                      | 1526–1527                                                             |                                                      |                                                      |
| Gaillard Spifame                                                      | 1528–1529                                                             |                                                      |                                                      |
| Jean Luillier                                                         | 1530–1531                                                             |                                                      |                                                      |
| Pierre Viole                                                          | 1532–1533                                                             |                                                      |                                                      |
| Jean Tronson                                                          | 1534–1537                                                             |                                                      |                                                      |
| Augustin I. de Thou                                                   | 1538–1540                                                             |                                                      |                                                      |
| Étienne de Montmirail                                                 | 1540–1542                                                             |                                                      |                                                      |
| André Guillart                                                        | 1542–1544                                                             |                                                      |                                                      |
| Jean Morin (Paris)                                                    | 1544–1546                                                             |                                                      |                                                      |
| Louis Gayant                                                          | 1546–1548                                                             |                                                      |                                                      |
| Claude Guyot                                                          | 1548–1552                                                             |                                                      |                                                      |
| Christophe de Thou                                                    | 1552–1554                                                             |                                                      |                                                      |
| Nicolas de Livres                                                     | 1554–1556                                                             |                                                      |                                                      |
| Nicolas Perrot                                                        | 1556–1558                                                             |                                                      |                                                      |
| Martin de Bragelongne                                                 | 1558–1560                                                             |                                                      |                                                      |
| Guillaume de Marle                                                    | 1560–1564                                                             |                                                      |                                                      |
| Claude Guyot                                                          | 1564–1568                                                             |                                                      |                                                      |
| Nicolas de Neufville                                                  | 1568–1570                                                             |                                                      |                                                      |
| Claude Marcel                                                         | 1570–1572                                                             |                                                      |                                                      |
| Jean Le Charron                                                       | 1572–1576                                                             |                                                      |                                                      |
| Nicolas Luillier                                                      | 1576–1578                                                             |                                                      |                                                      |
| Claude d’Aubray                                                       | 1578–1580                                                             |                                                      |                                                      |
| Augustin II. de Thou                                                  | 1580–1582                                                             |                                                      |                                                      |
| Étienne de Neuilly                                                    | 1582–1586                                                             |                                                      |                                                      |
| Nicolas Hector                                                        | 1586–1588                                                             |                                                      |                                                      |
| Michel Marteau                                                        | 1588–1589                                                             |                                                      |                                                      |
| Jean Drouart                                                          | 1589                                                                  |                                                      |                                                      |
| Michel Marteau de la Chapelle                                         | 1589–1590                                                             |                                                      |                                                      |
| Charles Boucher                                                       | 1590–1592                                                             |                                                      |                                                      |
| Jean Luillier                                                         | 1592–1594                                                             |                                                      |                                                      |
| Martin Langlois                                                       | 1594–1598                                                             |                                                      |                                                      |
| Jacques Danès                                                         | 1598–1600                                                             |                                                      |                                                      |
| Antoine Guyot                                                         | 1600–1602                                                             |                                                      |                                                      |
| Martin de Bragelongne                                                 | 1602–1604                                                             |                                                      |                                                      |
| François Miron                                                        | 1604–1609                                                             |                                                      |                                                      |
| Jacques Sanguin                                                       | 1609–1612                                                             |                                                      |                                                      |
| Gaston de Grieu                                                       | 1612–1614                                                             |                                                      |                                                      |
| Robert Miron                                                          | 1614–1616                                                             |                                                      |                                                      |
| Antoine Bouchet de Bouville                                           | 1616–1618                                                             |                                                      |                                                      |
| Henri de Mesmes                                                       | 1618–1622                                                             |                                                      |                                                      |
| Nicolas de Bailleul                                                   | 1622–1628                                                             |                                                      |                                                      |
| Christophe Sanguin                                                    | 1628–1632                                                             |                                                      |                                                      |
| Michel Moreau                                                         | 1632–1638                                                             |                                                      |                                                      |
| Oudart Le Féron                                                       | 1638–1641                                                             |                                                      |                                                      |
| Christophe Perrot                                                     | 1641                                                                  |                                                      |                                                      |
| Macé Boulanger                                                        | 1641–1644                                                             |                                                      |                                                      |
| Jean Scarron                                                          | 1644–1646                                                             |                                                      |                                                      |
| Hiérome Le Féron                                                      | 1646–1650                                                             |                                                      |                                                      |
| Antoine Le Fèvre                                                      | 1650–1654                                                             |                                                      |                                                      |
| Alexandre de Sève                                                     | 1654–1662                                                             |                                                      |                                                      |
| Daniel Voisin                                                         | 1662–1668                                                             |                                                      |                                                      |
| Claude Le Peletier                                                    | 1668–1676                                                             |                                                      |                                                      |
| Auguste Robert de Pomereu                                             | 1676–1684                                                             |                                                      |                                                      |
| Henri de Fourcy                                                       | 1684–1692                                                             |                                                      |                                                      |
| Claude Bosc                                                           | 1692–1700                                                             |                                                      |                                                      |
| Charles Boucher                                                       | 1700–1708                                                             |                                                      |                                                      |
| Jérôme Bignon                                                         | 1708–1716                                                             |                                                      |                                                      |
| Charles Trudaine                                                      | 1716–1720                                                             |                                                      |                                                      |
| Pierre Antoine de Castagnère                                          | 1720–1725                                                             |                                                      |                                                      |
| Nicolas Lambert                                                       | 1725–1729                                                             |                                                      |                                                      |
| Michel-Étienne Turgot                                                 | 1729–1740                                                             |                                                      |                                                      |
| Félix Aubery                                                          | 1740–1743                                                             |                                                      |                                                      |
| Louis Basile de Bernage                                               | 1743–1758                                                             |                                                      |                                                      |
| Jean-Baptiste Éric Camus de Pontcarré                                 | 1758–1764                                                             |                                                      |                                                      |
| Armand-Jérôme Bignon                                                  | 1764–1772                                                             |                                                      |                                                      |
| Jean-Baptiste François de la Michodière                               | 1772–1778                                                             |                                                      |                                                      |
| Antoine-Louis Lefebvre de Caumartin                                   | 1778–1784                                                             |                                                      |                                                      |
| Louis Le Peletier de Morfontaine                                      | 1784–1789                                                             |                                                      |                                                      |
| Jacques de Flesselles                                                 | 1789                                                                  |                                                      |                                                      |
| Suspendierung des Amtes am Tag der Revolution.                        |                                                                       |                                                      |                                                      |

Beide Vogteien wurden im Verlauf der französischen Revolution und der Proklamation der ersten Republik aufgelöst. An die Stelle der Vogtei der Händler trat das Amt des Bürgermeisters von Paris, die Funktionen der königlichen Vogtei wurden auf die Präfektur Seine und die Polizeipräfektur von Paris verteilt.